# Antônio Ferreira da Silva
Antônio Ferreira da Silva, primeiro e único barão e visconde com grandeza de Embaré, (Santos, 21 de dezembro de 1826 — 21 de dezembro de 1887), foi um militar e político brasileiro. Eleito por diversas vezes vereador de Santos e uma vez como deputado provincial. Foi também delegado de polícia e comandante-superior da Guarda Nacional.
Filho de Antônio Ferreira da Silva e de Maria Luísa Ferreira. Casou em primeiras núpcias com Gabriela Amália Vaz de Carvalhais Ferreira e em segundas núpcias com sua cunhada Josefina Vaz de Carvalhais Ferreira.
Ainda em vida, Ferreira da Silva, então barão de Embaré, construiu a capela que daria origem, décadas depois, à Basílica de Santo Antônio do Embaré, em Santos. Sua segunda esposa, por sua vez, doou imóvel no Complexo do Alemão, Rio de Janeiro, que hoje abriga a Associação Mantenedora Casa Nossa Senhora de Piedade. O imóvel, uma chácara suburbana, é considerado o último remanescente do período na região.
Comendador da Imperial Ordem da Rosa. Recebeu o baronato por decreto imperial de 2 de maio de 1874, o viscondado por decreto imperial de 31 de dezembro de 1880 e grandezas por decreto imperial de 7 de maio de 1887. Faz referência a um distrito de Santos, São Paulo.